# Festuca pinifolia
Festuca pinifolia là một loài thực vật có hoa trong họ Hòa thảo. Loài này được (Hack. ex Boiss.) Bornm. mô tả khoa học đầu tiên năm 1898.